# Microcosmus nudistigma
Microcosmus nudistigma är en sjöpungsart som beskrevs av Monniot 1962 . Microcosmus nudistigma ingår i släktet Microcosmus och familjen lädermantlade sjöpungar. Inga underarter finns listade i Catalogue of Life.